# Трой Росс
Трой Росс (англ. Troy Ross; 17 липня 1975, Джорджтаун) — канадський боксер гаянського походження, призер Панамериканських ігор.
Трой Росс — син Чарльза Амоса, учасника турніру з боксу в середній вазі на Олімпійських іграх 1968 у складі збірної Гаяни, і двоюрідний брат Егертона Маркуса (Канада), срібного призера турніру з боксу в середній вазі на Олімпійських іграх 1988.

## Аматорська кар'єра
На чемпіонаті світу 1995 програв у другому бою Дихосвані Вега (Куба).
На Олімпійських іграх 1996 переміг двох суперників, а у чвертьфіналі програв Василю Жирову (Казахстан) — 8-14.
На чемпіонаті світу 1997 програв у першому бою Торстену Бенгтсону (Німеччина).
1998 року на Іграх Співдружності, здобувши дві перемоги і програвши у фіналі Кортні Фрай (Англія), завоював срібну медаль.
1999 року завоював бронзову медаль на Панамериканських іграх.
На Олімпійських іграх 2000 програв у першому бою Єгбефумере Альберту (Нігерія).

## Професіональна кар'єра
2001 року дебютував на професійному рингу. Здобувши впродовж 2001—2009 років 23 перемоги і зазнавши однієї поразки, 5 червня 2010 року вийшов на бій за вакантний титул чемпіона світу за версією IBF у першій важкій вазі проти Стіва Каннінгема (США). Він зумів надіслати американця в нокдаун в четвертому раунді, однак в цьому ж раунді отримав сильне розсічення біля лівого ока, що призвело до зупинки бою в перерві після четвертого раунду і перемоги Каннінгема технічним нокаутом.
15 вересня 2012 року Росс знов бився за титул чемпіона світу за версією IBF у першій важкій вазі проти кубинця Йоана Ернандеса і програв одностайним рішенням.